# Habrovčice
Habrovčice (německy Habrantschitz) je malá vesnice, část obce Hněvkovice v okrese Havlíčkův Brod. Nachází se asi 1,5 km na jih od Hněvkovic. V roce 2009 zde bylo evidováno 17 adres. V roce 2001 zde žilo 16 obyvatel.
Habrovčice je také název katastrálního území o rozloze 1,35 km2.